# یامادا آکی‌یوشی
یامادا آکی‌یوشی ((به ژاپنی: 山田顕義 Yamada Akiyoshi); ۱۸ نوامبر ۱۸۴۴ – ۱۱ نوامبر ۱۸۹۲) ارتشبد، سیاستمدار، وزیر اهل ژاپن بود.